# UGC 3014
UGC 3014 = Arp 20 ist eine Balkenspiralgalaxie vom Hubble-Typ SB im Sternbild Taurus. Sie ist rund 186 Millionen Lichtjahre von der Milchstraße entfernt.
Halton Arp gliederte seinen Katalog ungewöhnlicher Galaxien nach rein morphologischen Kriterien in Gruppen. Diese Galaxie gehört zu der Klasse Dreiarmiger Spiralgalaxien (Arp-Katalog).